# Oberes Tor (Liestal)
Das Obere Tor von Liestal (schweizerdeutsch: Törli) ist ein Stadttor in Baselland in der Schweiz. Es befindet sich in der Altstadt von Liestal bei der Rathausstrasse und grenzt an den Wasserturmplatz. Heutzutage zählt das Tor zum Wahrzeichen von Liestal. Ausserdem hat das Törli die älteste Holzdecke in Basellandschaft, datiert auf 1398/1399. Das Liestaler Obertor untersteht kantonalem Denkmalschutz.

## Beschreibung
Das Obertor besteht aus sechs Stockwerken, einschliesslich des Erdgeschosses und eines Dachgeschosses. Der Durchgang ist mit einem spitzen Bogen gekennzeichnet, dessen Baustil typisch für das späte Mittelalter war. Die aktuellen Wandmalereien wurden 1950 von Otto Plattner geschaffen. Sie zeigen an der Innenseite den Rütlischwur sowie den Heiligen Georg, der den Drachen besiegt. Auf der Stadtseite des Tors sind Chronos und ein Krieger mit einem Schweizerbanner dargestellt. An der Spitze des Turms hängt eine Ave-Maria-Glocke, sie stammt aus einer Kapelle aus der Umgebung.

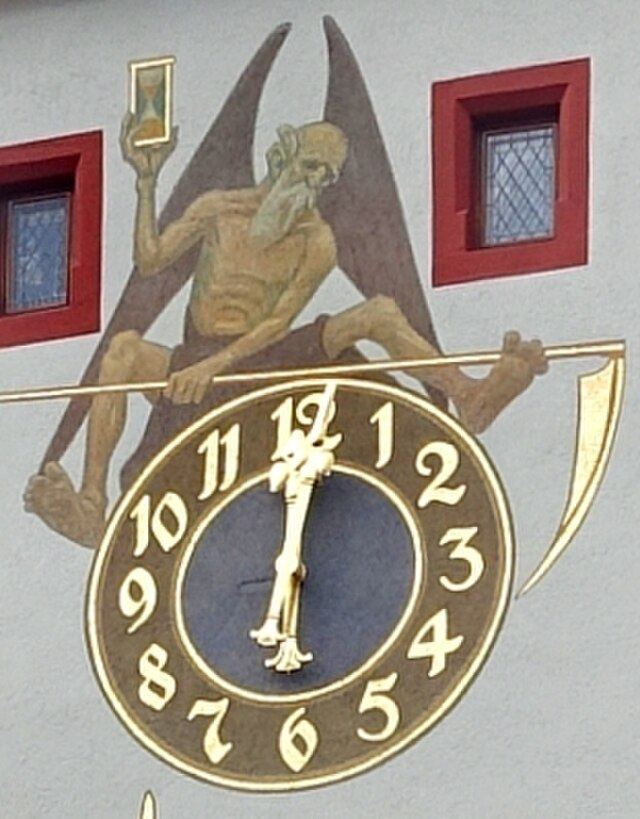
Chronos auf der Uhr

## Geschichte

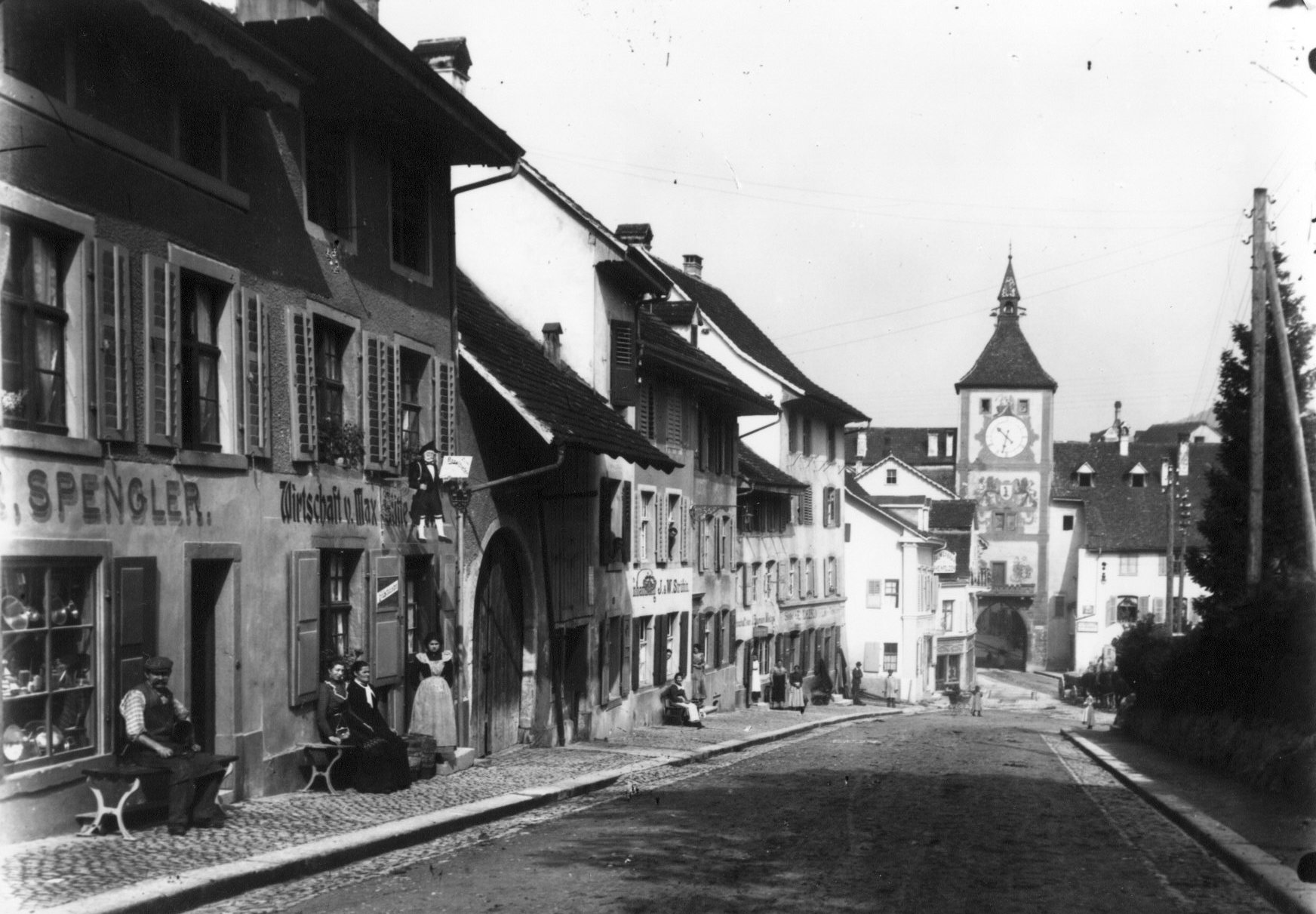
Vorstadt mit Törli, 1900

Im 13. Jahrhundert wurden ein oberes Tor und ein unteres Tor als Teile der Stadtmauer von Liestal errichtet. Das Städtchen Liestal wechselte seinen Besitzer öfters. Im Jahr 1305 gehörte es dem Bischof von Basel, welcher es dann wegen finanziellen Schwierigkeiten an den Herzog Leopold von Österreich verpfändete. Weil die Bürger sich weigerten, den Treueschwur zu leisten, setzte er Liestal in Brand. Im Verlauf der Geschichte wurden viele Teile von Liestal, einschliesslich die Tore, durch das Basler Erdbeben 1356 und dem genannten grossen Stadtbrand 1381 zerstört. Danach gelang Liestal in den Besitz von Basel, und bis 1415 war die Stadt mit dem Wiederaufbau beschäftigt. Schriftlich erwähnt wurde das Tor erstmals 1427. Durch eine weitere Sanierung erhielt es im Jahr 1554 seine heutige Gestalt und Höhe.
Mit dem zunehmenden Verkehr wurden die ehemaligen Verteidigungstürme zu einem Hindernis. Daher wurde das Untertor 1827 abgerissen. Doch die Liestaler waren damit nicht zufrieden. Sie forderten 1847 vergeblich auch die Beseitigung des Obertors.
Die letzte Renovierung des Tors erfolgte 2018/2019. Bei dieser wurden verschiedene Forschungen durchgeführt und lieferten überraschende Ergebnisse. Eine Studentin der Universität Basel stellte fest, dass der Turm nicht bei der Stadtgründung erbaut wurde, sondern erst im Jahr 1400 durch die Stadt Basel. Ausserdem wurde erkannt, dass im Tor die älteste Holzdecke im Baselland verbaut ist.